# Dante Amaral
Dante Guimarães Santos do Amaral (ur. 30 września 1980 w Itumbiarze) – brazylijski siatkarz, wielokrotny reprezentant kraju, grający na pozycji przyjmującego. W 2004 roku w Atenach zdobył złoty medal olimpijski.
W 2008 roku w Pekinie zdobył srebrny medal olimpijski. 

## Sukcesy klubowe
Liga brazylijska:
- 2002, 2013
- 2015

Liga Mistrzów:
- 2003, 2010
- 2011

Liga włoska:
- 2003

Puchar CEV:
- 2004

Puchar Top Teams:
- 2006

Liga grecka:
- 2006, 2017
- 2007, 2008

Superpuchar Grecji:
- 2006

Puchar Grecji:
- 2007, 2008

Superpuchar Rosji:
- 2008, 2009

Puchar Rosji:
- 2008

Liga rosyjska:
- 2011
- 2010

Klubowe Mistrzostwa Ameryki Południowej:
- 2013

Liga japońska:
- 2014
- 2016

Puchar Brazylii:
- 2015

## Sukcesy reprezentacyjne
Puchar Ameryki:
- 1999, 2001
- 2000, 2005, 2007, 2008

Mistrzostwa Ameryki Południowej:
- 1999, 2001, 2003, 2005, 2007, 2009, 2011, 2013

Liga Światowa:
- 2001, 2003, 2004, 2005, 2006, 2007, 2010
- 2002, 2011, 2013

Puchar Wielkich Mistrzów:
- 2005, 2009
- 2001

Mistrzostwa Świata:
- 2002, 2006, 2010

Puchar Świata:
- 2003, 2007
- 2011

Igrzyska Panamerykańskie:
- 2007
- 2003

Igrzyska Olimpijskie:
- 2004
- 2008, 2012

Memoriał Huberta Jerzego Wagnera:
- 2010

## Nagrody indywidualne
- 2004 - Najlepszy przyjmujący Ligi Światowej
- 2004 - Najlepszy atakujący Igrzysk Olimpijskich w Atenach
- 2005 - MVP i najlepszy punktujący Pucharu Ameryki
- 2005 - Najlepszy blokujący Ligi Światowej
- 2006 - Najlepszy atakujący Mistrzostw Świata
- 2007 - Najlepszy atakujący Pucharu Świata
- 2008 - Najlepszy atakujący Ligi Światowej
- 2010 - Najlepszy atakujący Ligi Mistrzów
- 2010 - Najlepszy przyjmujący Memoriału Huberta Jerzego Wagnera
- 2011 - Najlepszy atakujący Mistrzostw Ameryki Południowej